# Einar Mattsson (byggmästare)

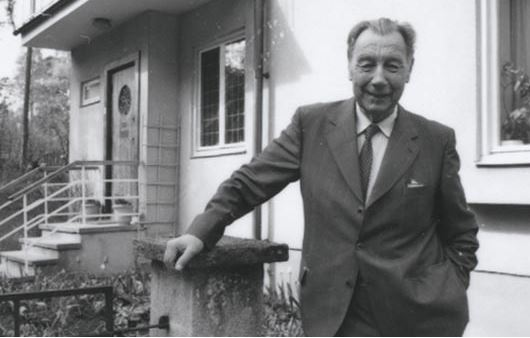
Einar Mattsson.

Einar Mattsson, född 25 augusti 1904 i Väddö församling, Uppland, död 22 augusti 2001 i Maria Magdalena församling, Stockholm, var en svensk byggmästare och företagsledare.

## Biografi
Mattsson arbetade i början av 1930-talet som byggnadsarbetare hos byggmästare Anders Andersson i Södra Ängby, Stockholm. 1935 grundade han Einar Mattsson Byggnads AB då han blev erbjuden av stadens arkitekt Edvin Engström att själv som byggmästare bebygga villatomten Ängbyhöjden 2 i Södra Ängby. Från 1940-talet övergick Einar Mattsson till att uppföra flerbostadshus som sedan dess har varit tyngdpunkten i produktionen. I centrala Stockholm på Norrmalm lät han 1996 bland annat bygga två bland de äldre husen infogade nya hyreshus på Oxtorgsgränd med 41 hyreslägenheter.

### Familj
Einar Mattsson var bror till John Mattson, grundare av John Mattson Fastighets AB.